# Ivandro
Joaquim Ivandro Paulo, noto semplicemente come Ivandro (Benguela, 26 luglio 1998), è un cantante angolano con cittadinanza portoghese.

## Biografia
Ivandro ha iniziato a comporre i suoi primi brani nel 2013, dopo aver imparato a cantare e a suonare la chitarra. Ha poi partecipato a Ídolos, versione nazionale di Pop Idol, e Got Talent Portugal; tuttavia, non è riuscito ad accedere alle fasi finali dei programmi.
Ha intrapreso la propria carriera musicale nel 2017, facendosi conoscere due anni dopo con l'EP Lua cheia ed Essa saia, un duetto con Bispo; quest'ultimo, infatti, è giunto in cima alla hit parade portoghese ed è stato certificato ottuplo platino dalla Associação Fonográfica Portuguesa per le 80 000 unità.
Nel febbraio 2021 è uscito il singolo di successo Imagina, prodotto da FrankieOnTheGuitar e interpretato assieme a Slow J, che ha superato le 50 000 vendite equivalenti, venendo certificato quintuplo platino dalla AFP. Qualche mese dopo è uscito il tormentone estivo Moça, entrato nella top ten portoghese e anch'esso quintuplo platino.
Lua, diffuso l'anno dopo, si è fermato sul podio della graduatoria nazionale, ha ricevuto la certificazione di diamante dalla AFP per le 100 000 unità e ha trascorso oltre due anni nella top 200. Ha poi collezionato un'ulteriore numero uno con Como tu, in collaborazione con Bárbara Bandeira, rimasta ferma alla posizione per nove settimane non consecutive e certificata nonuplo platino. Nel mese di ottobre ha aperto il concerto di Diogo Piçarra presso la MEO Arena. Si è conteso il Play - Prémio da Música Portuguesa alla rivelazione e l'MTV Europe Music Award al miglior artista portoghese dell'anno.
Nel febbraio 2023 ha preso parte al Festival da Canção nel tentativo di rappresentare il Portogallo all'Eurovision Song Contest con l'inedito Povo; dopo essersi qualificato per la finale della manifestazione, si è classificato al 4º posto. Qualche mese più tardi è stato l'uomo più premiato alla principale gala musicale portoghese, dove si è portato a casa i riconoscimenti al miglior artista maschile e miglior canzone con Lua.
Trovador, il suo album in studio d'esordio, è stato messo in commercio nel febbraio 2024 e ha debuttato sul podio della graduatoria dischi portoghese, trascorrendo quattro mesi nella top ten e venendo certificato platino dalla AFP per le 7 000 unità. È stato inoltre il 10º progetto ad aver accumulato il maggior numero di vendite in suolo portoghese nel corso dei dodici mesi e gli ha permesso di finire in lizza per l'MTV EMA al miglior artista portoghese per una seconda edizione. Trovador è stato anche trainato dal brano di successo Chakras, un duetto con Julinho KSD; si tratta della sua terza numero uno in patria (dove è ottuplo platino), nonché del suo primo ingresso in top ten nella Luxembourg Songs di Billboard.
Nel luglio 2025 è stato presentato il suo secondo disco di inediti, dal titolo Amanheceu e composto da dieci tracce.

## Discografia

### Album in studio
- 2024 – Trovador
- 2025 – Amanheceu

### EP
- 2019 – Lua cheia

### Singoli
- 2017 – Vou seguir (con Gson)
- 2017 – Por ti (con Atlas)
- 2018 – Honey (con Druh Am e GoblinKN)
- 2018 – Porta
- 2019 – Outra vez
- 2019 – Beauty Queen (con Waze e Valdo)
- 2019 – Up&Down (con GoblinKN e Valdo Prod)
- 2020 – Mais velho
- 2020 – Não é fácil
- 2021 – Imagina (con FrankieOnTheGuitar e Slow J)
- 2021 – Carta (con Dreya)
- 2021 – Moça
- 2022 – Lua
- 2022 – Scroll
- 2022 – That's Me (con Mishlawi)
- 2022 – I'm Sorry (con Mizzy Miles e Piruka)
- 2023 – Chakras (con Julinho KSD)
- 2023 – Placas (con Bispo)
- 2023 – Barco (con Bispo)
- 2023 – Chamadas (con Van Zee)
- 2023 – Noite (con Vitor Kley)
- 2024 – Trovador
- 2024 – Perfume (con Ludmilla)
- 2024 – Melodia (con Vado Más Ki Ás)
- 2024 – Dopamina (con MC PH, Nenny, Mukab, Wey e Pedro Lotto)
- 2025 – Tóxico (con Mizzy Miles e Wiu)

### Collaborazioni
- 2019 – Essa saia (Bispo feat. Ivandro)
- 2022 – Como tu (Bárbara Bandeira feat. Ivandro)